# Эш, Самуэль
Самуэль Эш (англ. Samuel Ashe; 24 марта 1725, Beaufort — 3 февраля 1813, Rocky Point, Северная Каролина) — американский политик, и юрист, делегат 3-го, 4-го и 5-го провинциальных конгрессов Северной Каролины, член комитета по разработке первой конституции штата, первый спикер сената Северной Каролины, и 9-й губернатор Северной Каролины, прослуживший три срока. Эш начал свою политическую карьеру как убеждённый федералист, о постепенно разочаровался в федерализме и стал сторонником Джефферсона.

## Ранние годы
Самуэль Эш родился в Бате (по другой версии - в Бофорте), где его отец, Джон Баптиста Эш, служил спикером Ассамблеи Северной Каролины. Его матерью была Элизабет Сван. Семья скоро переехала в регион Кейп-Фир, где родился брат Эша, Джон Эш, будущий генерал и член законодательного собрания. Родители Эша умерли, когда ему было 10 лет, и воспитанием Эша занялся его дядя по матери, Сэм Сван, тоже спикер Ассамблеи. Эш обучался в Гарварде, после чего вернулся в Северную Каролину и стал коронным адвокатом в Уилмингтоне.
Несмотря на работу в близком контакте с британской администрацией Эш одним из первых присоединился к противникам британской политики. В 1774 году, когда королевский губернатор Джозайя Мартин отказался созывать Ассамблею (чтобы не дать ей отправить делегатов на Континентальный конгресс), Эш был выбран в группу, которая подготовила призыв к созыву 1-го провинциального конгресса. В январе 1775 года он стал членом Комитета Спасения в городе Нью-Гановер. Осенью он стал делегатом 3-го провинциального конгресса. В августе 1776 года, как президент Совета спасения, Эш организовывал экспедицию под командованием генерала Гриффита Разерфорда против индейцев чероки. На Галифаксском конгрессе в ноябре 1776 года он стал членом комитета по разработке конституции. Когда Конституция была принята и были сформированы органы власти, губернатор Кэсвелл назначил Эша первым судьёй верховного суда Северной Каролины. В то же время он стал первым спикером сената штата.
Впоследствии, вспоминая о тех годах службы в Верховном суде, Эш писал: «В годы отделения от Великобритании мы попали в ситуацию, аналогичную той, в которую попадают потерпевшие кораблекрушение и выброшенные на необитаемый остров; без закона, без магистратов, без правительства, без всякой законной власти».
В 1785 году Эш в качестве главы Верховного суда присутствовал на слушании дела «Баярд против Сингтлтона», в ходе которого впервые в истории гражданский суд поставил под сомнение постановление, изданное Законодательным собранием штата. Это дело стало первым прецедентом, и уже в начале 1800-х такого рода дела стали общей практикой.

## Память
Его именем был назван город в штате Северная Каролина.